# Castell Reial de Laeken
El Castell Reial de Laken (Château de Laeken en francès, Kasteel van Laken en neerlandès), és la llar del rei dels belgues i es localitza a Laeken, una zona que es troba als suburbis de Brussel·les. El castell va ser construït entre 1782 - 1784, seguint els plànols de l'arquitecte francès Charles de Wailly, sota la supervisió de Luis Montoyer, com a residència d'estiu per als governadors dels Països Baixos austríacs, la regió que actualment el 1830 (o el 1839 segons el tractat de Londres) va esdevenir Bèlgica en fusionar-les amb el principat de Lieja, i estava sota el domini dels Habsburg.
Napoleó Bonaparte, durant les seves campanyes d'expansió, prengué la zona i va habitar el castell durant una temporada el 1804. Més endavant, després de la caiguda de les tropes franceses, va ser propietat del rei Guillem I dels Països Baixos. Quan Bèlgica va separar-se del Regne Unit dels Països Baixos per a formar un estat independent, el 1831 el castell i les seves terres van passar a mans del rei Leopold I de Bèlgica. Seria més endavant quan el rei Leopold II va decidir convertir-lo en la seva residència habitual.

## Galeria de fotos

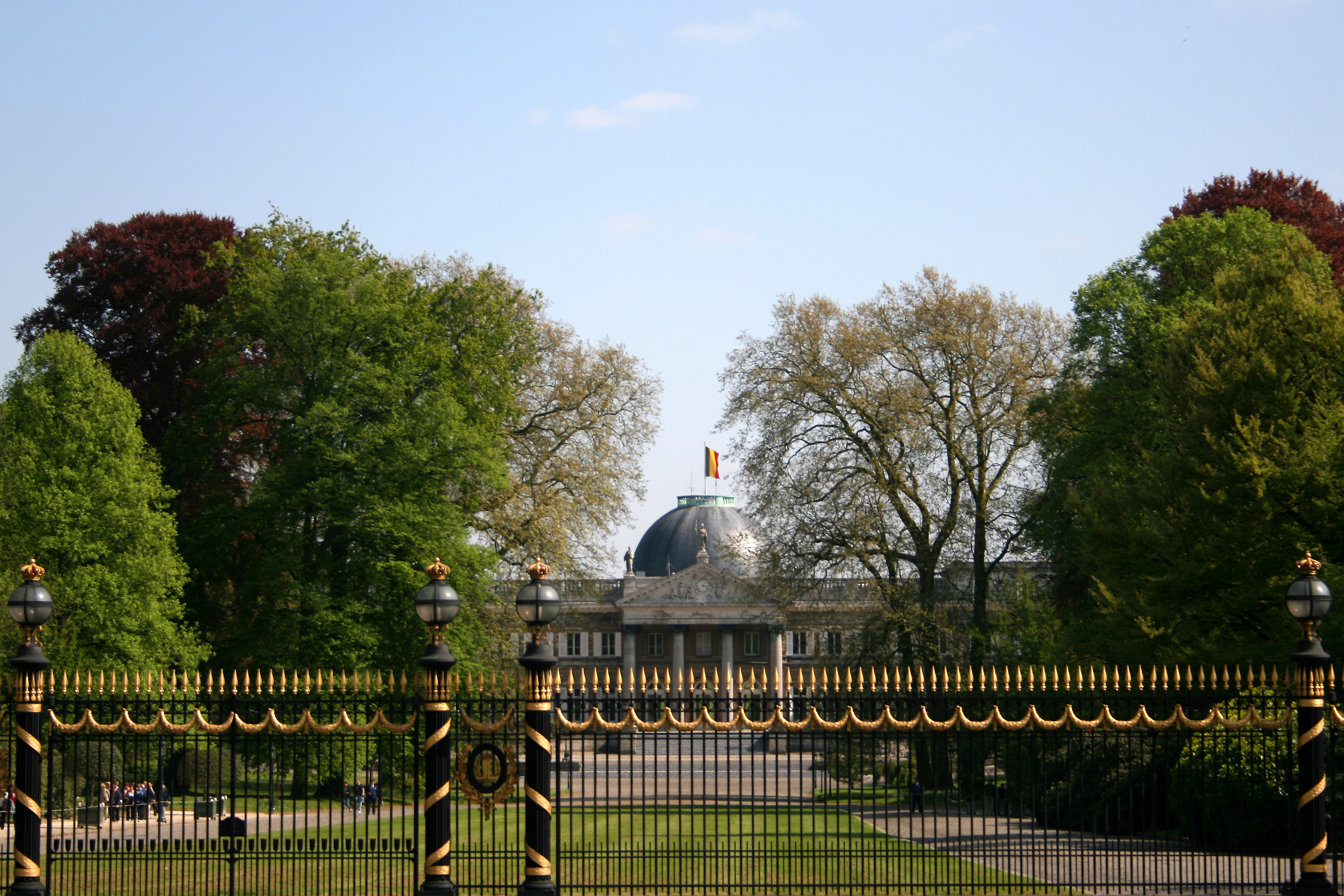
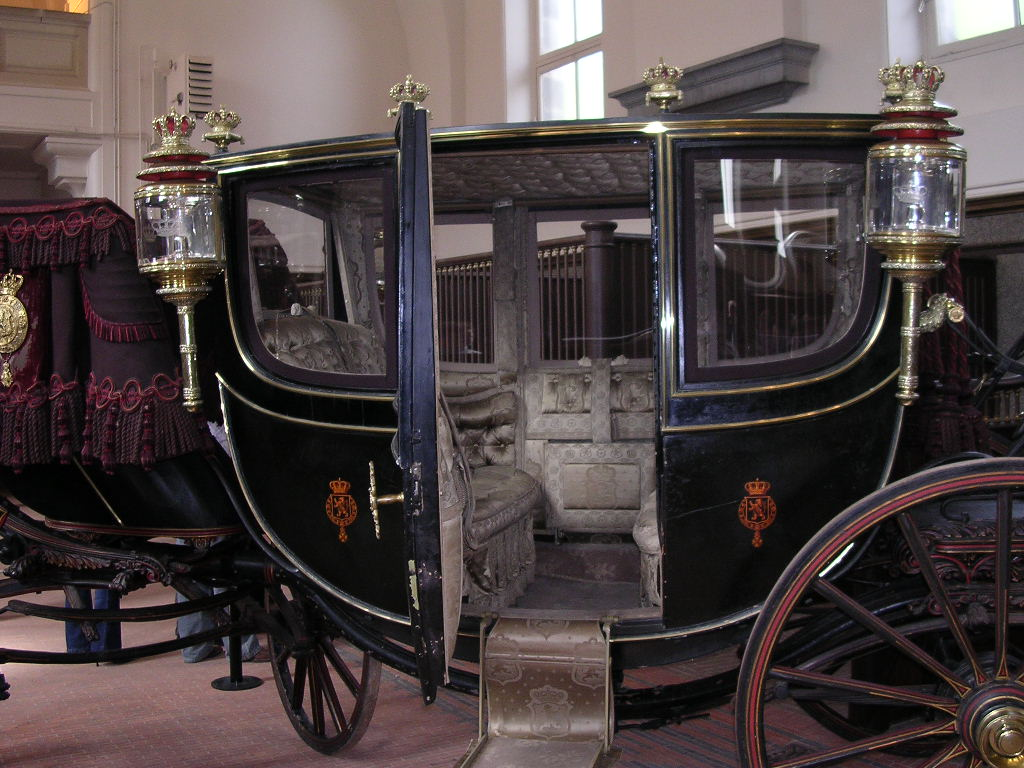
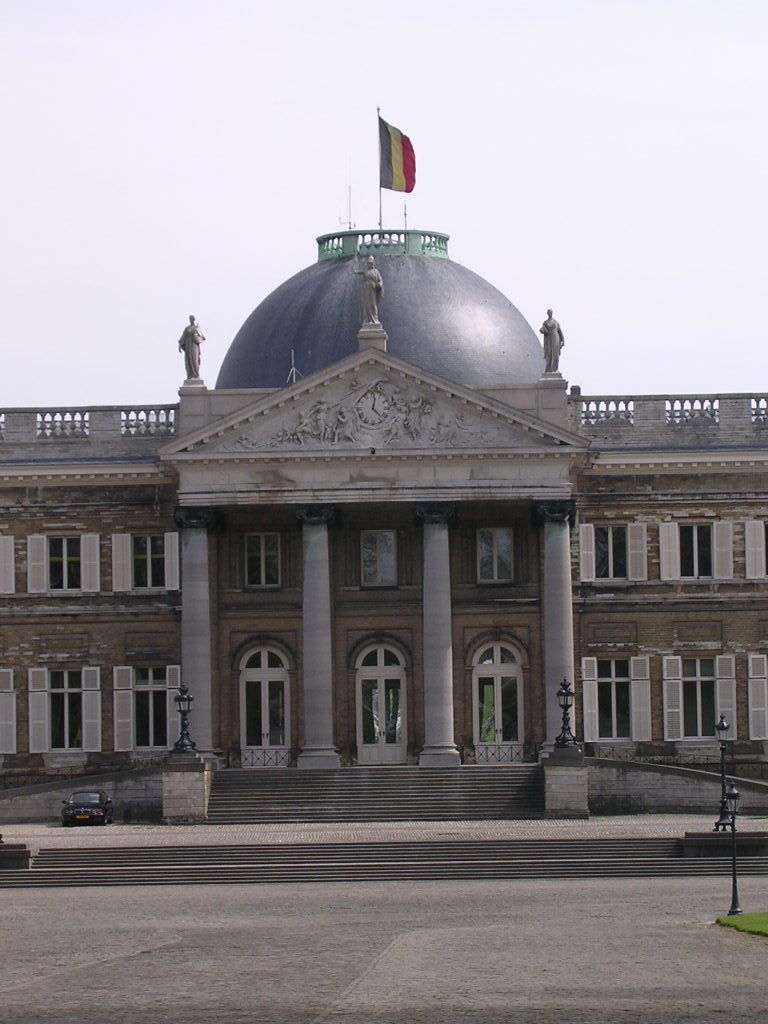
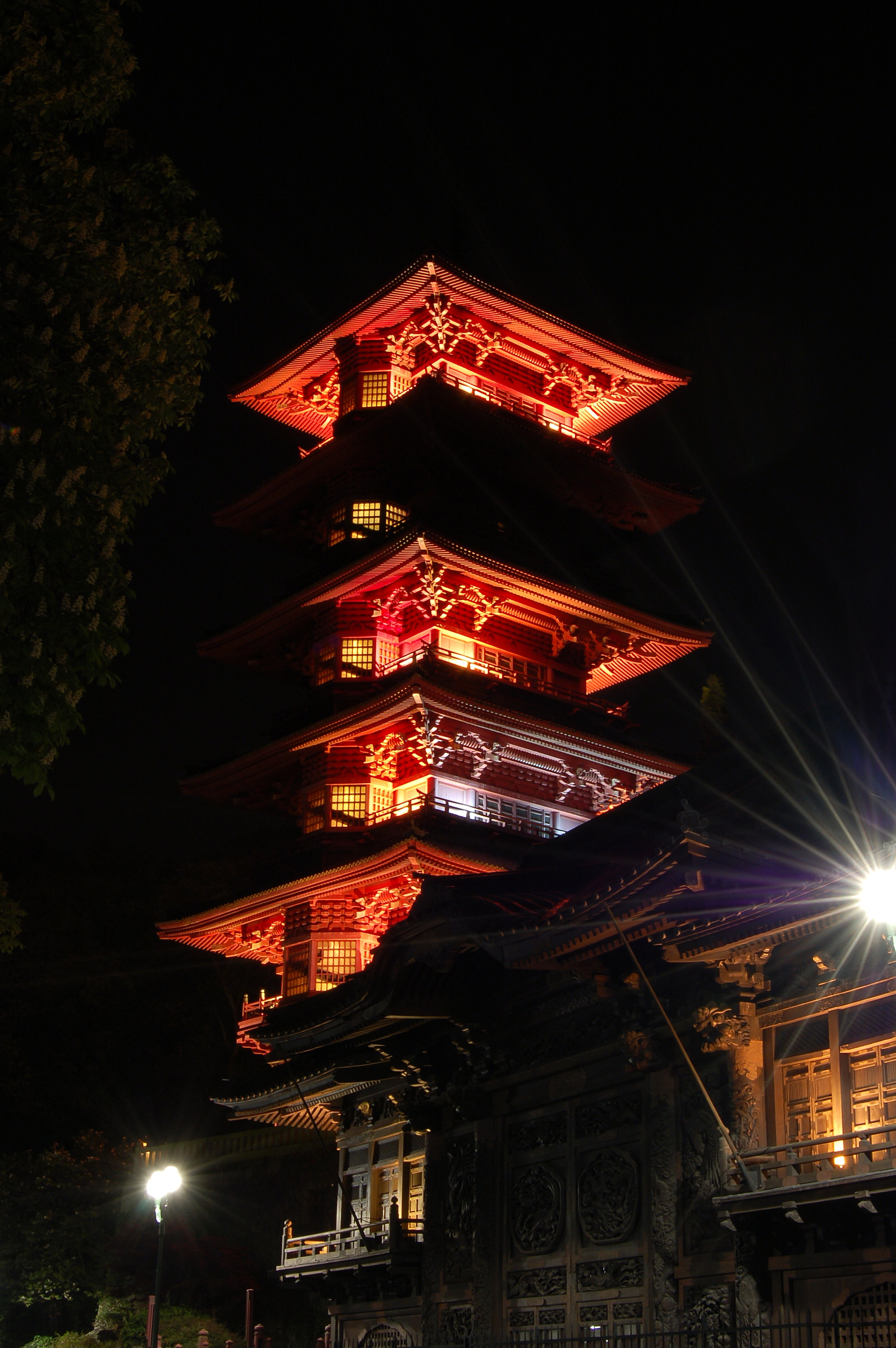
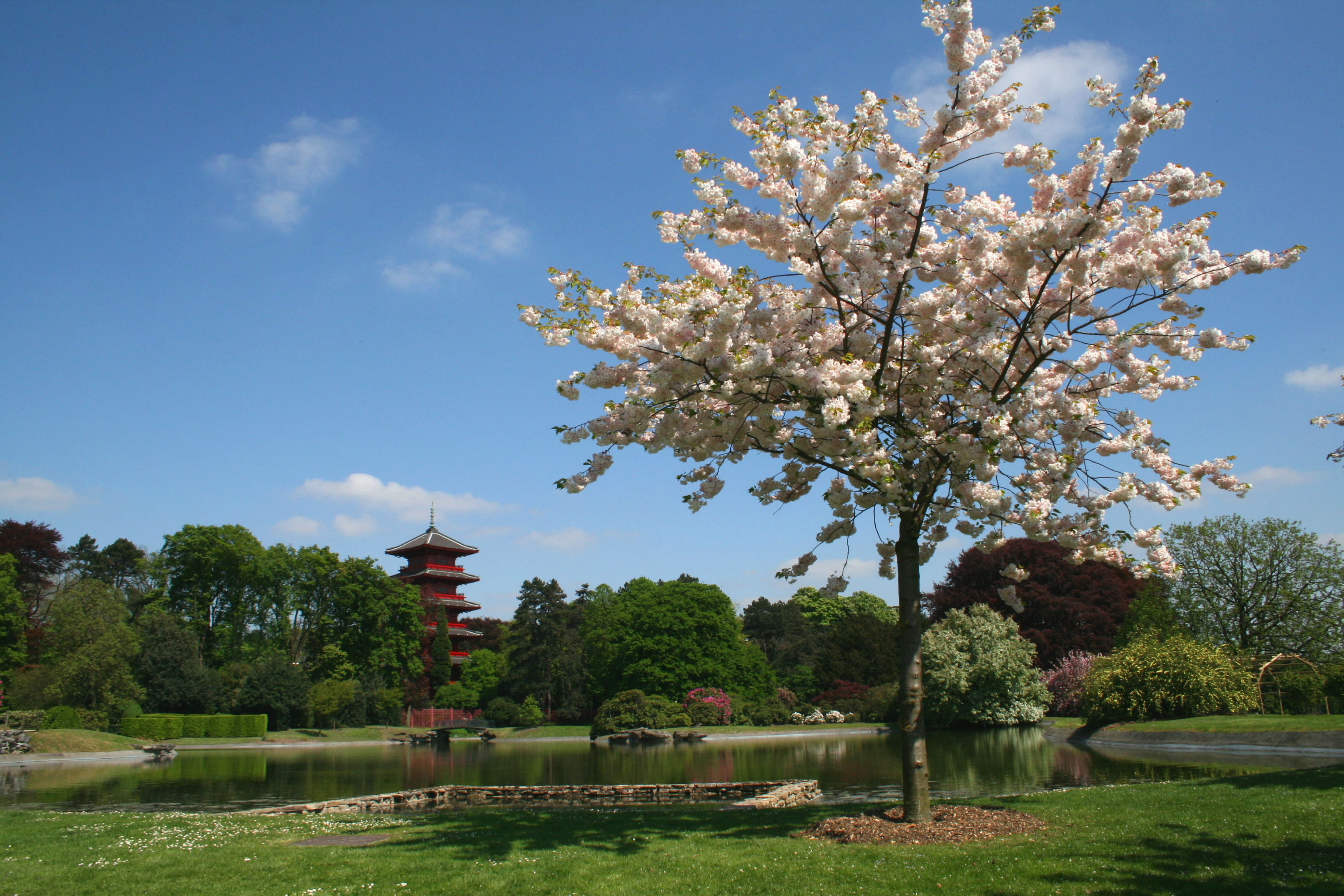
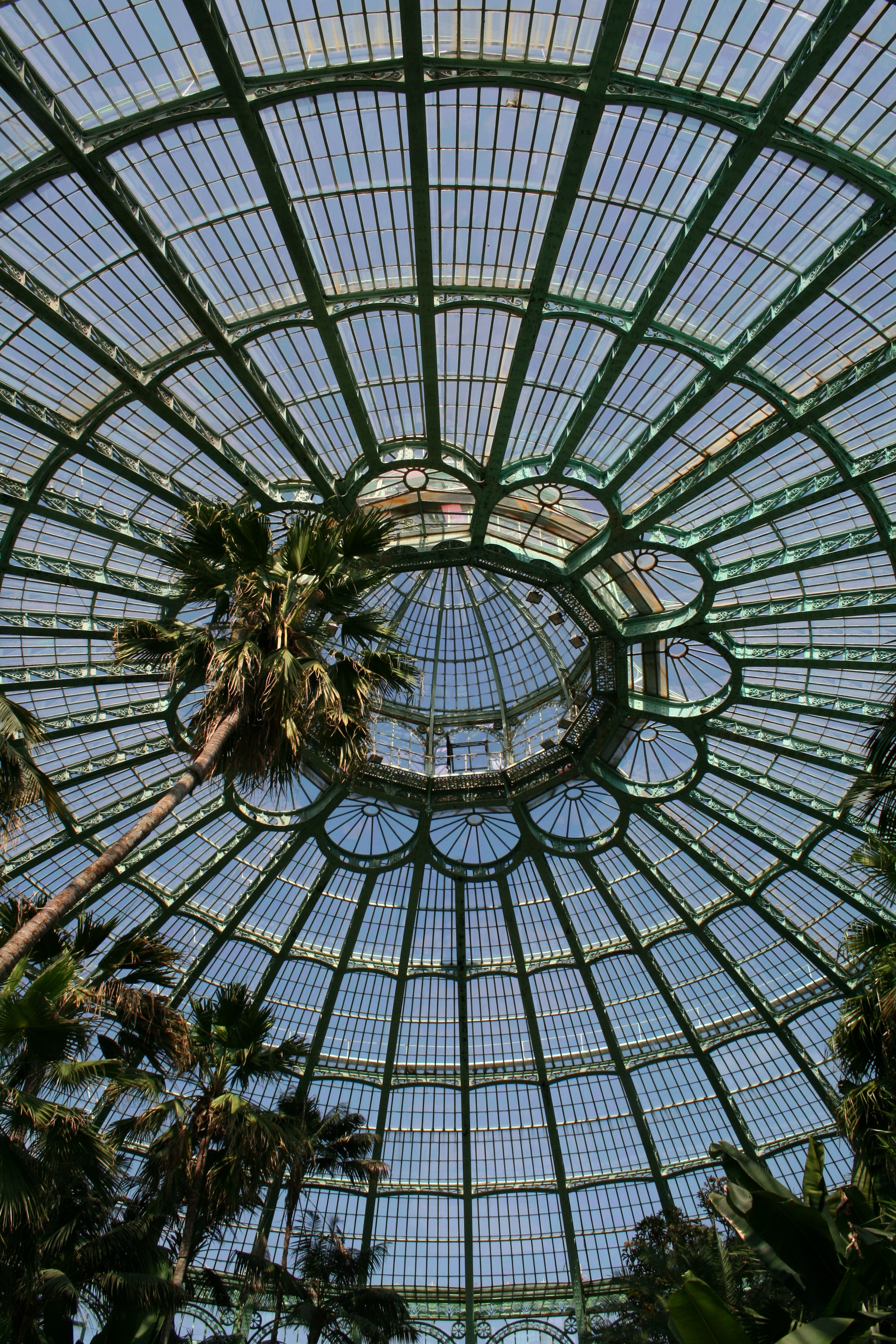
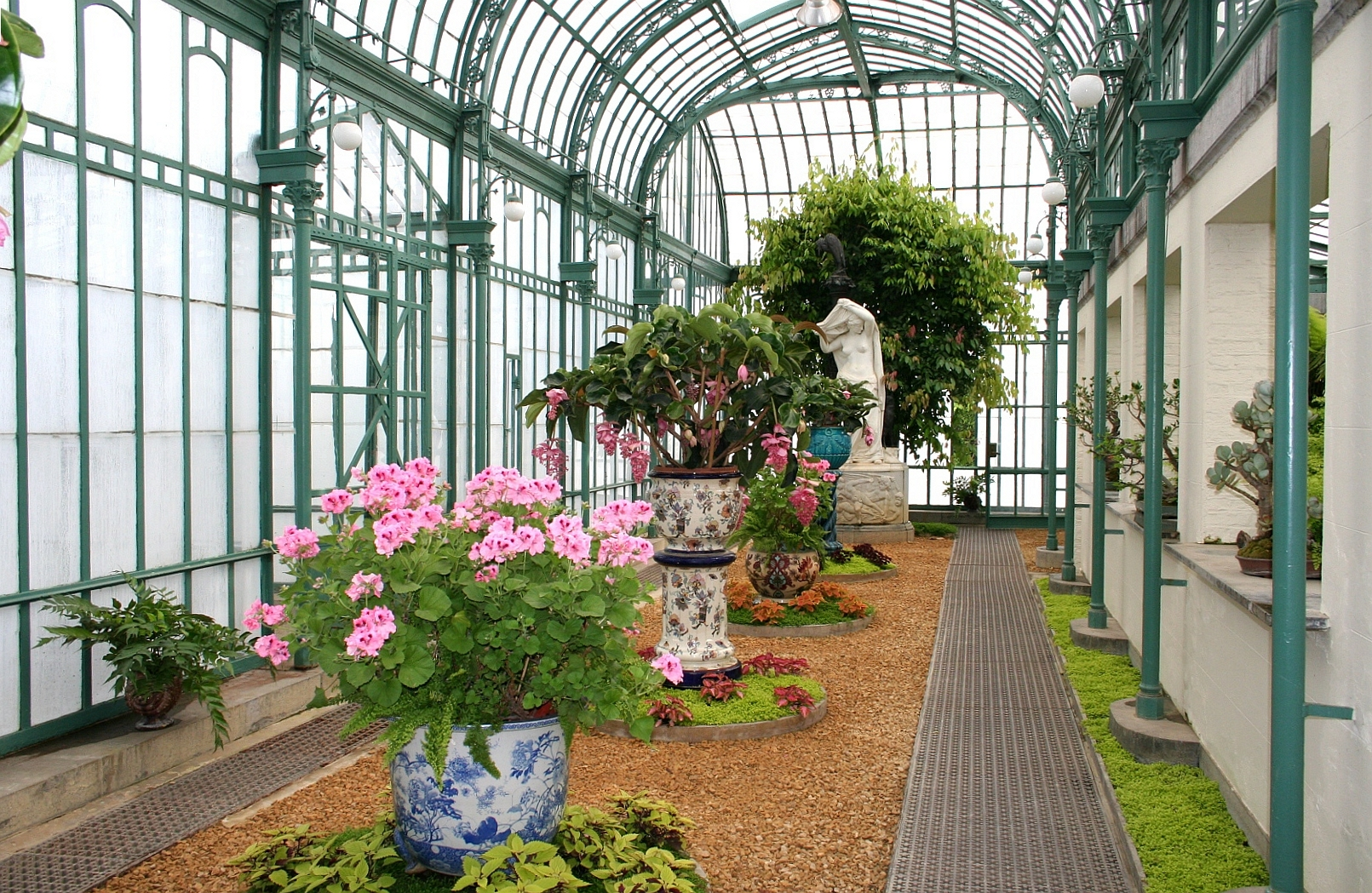
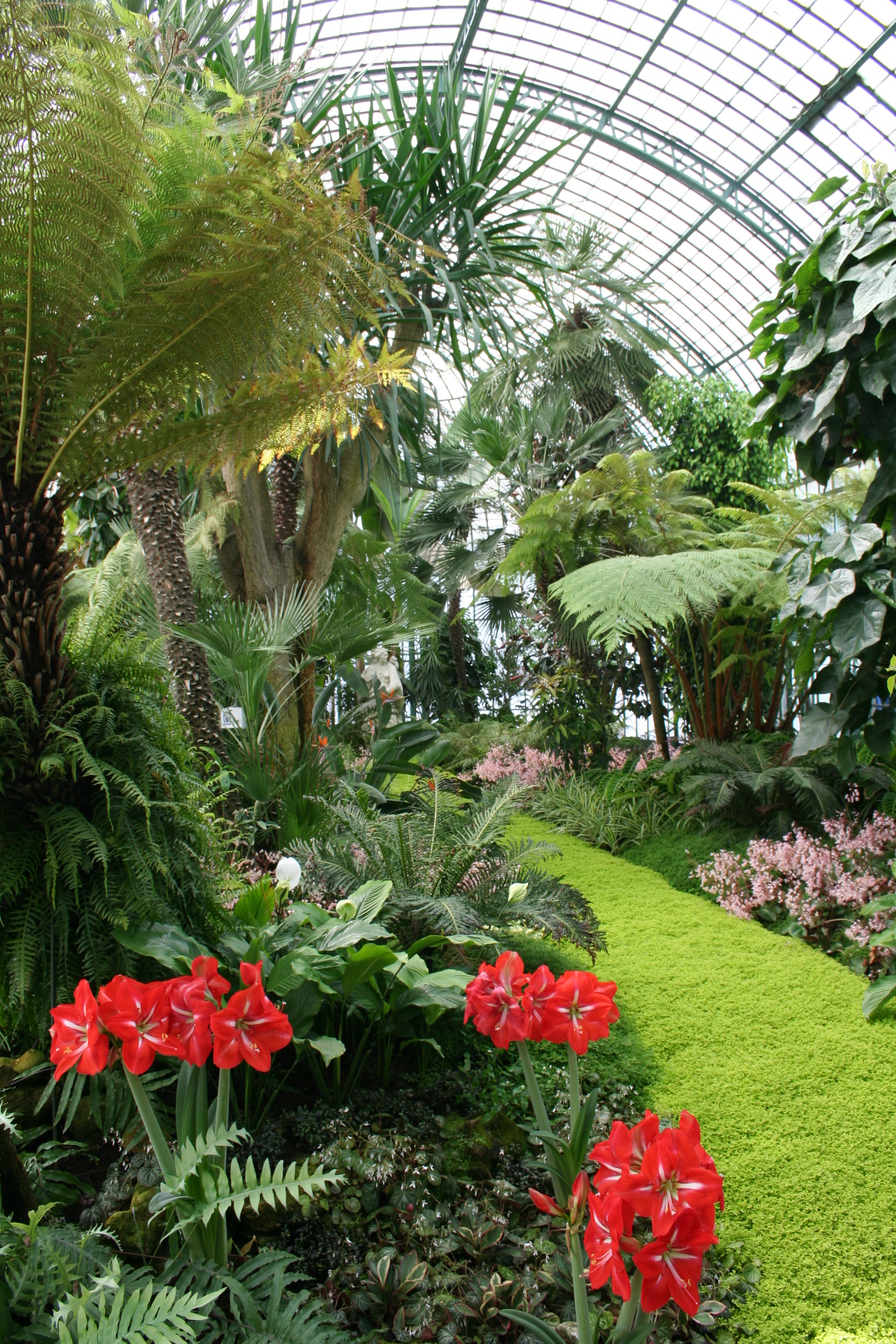
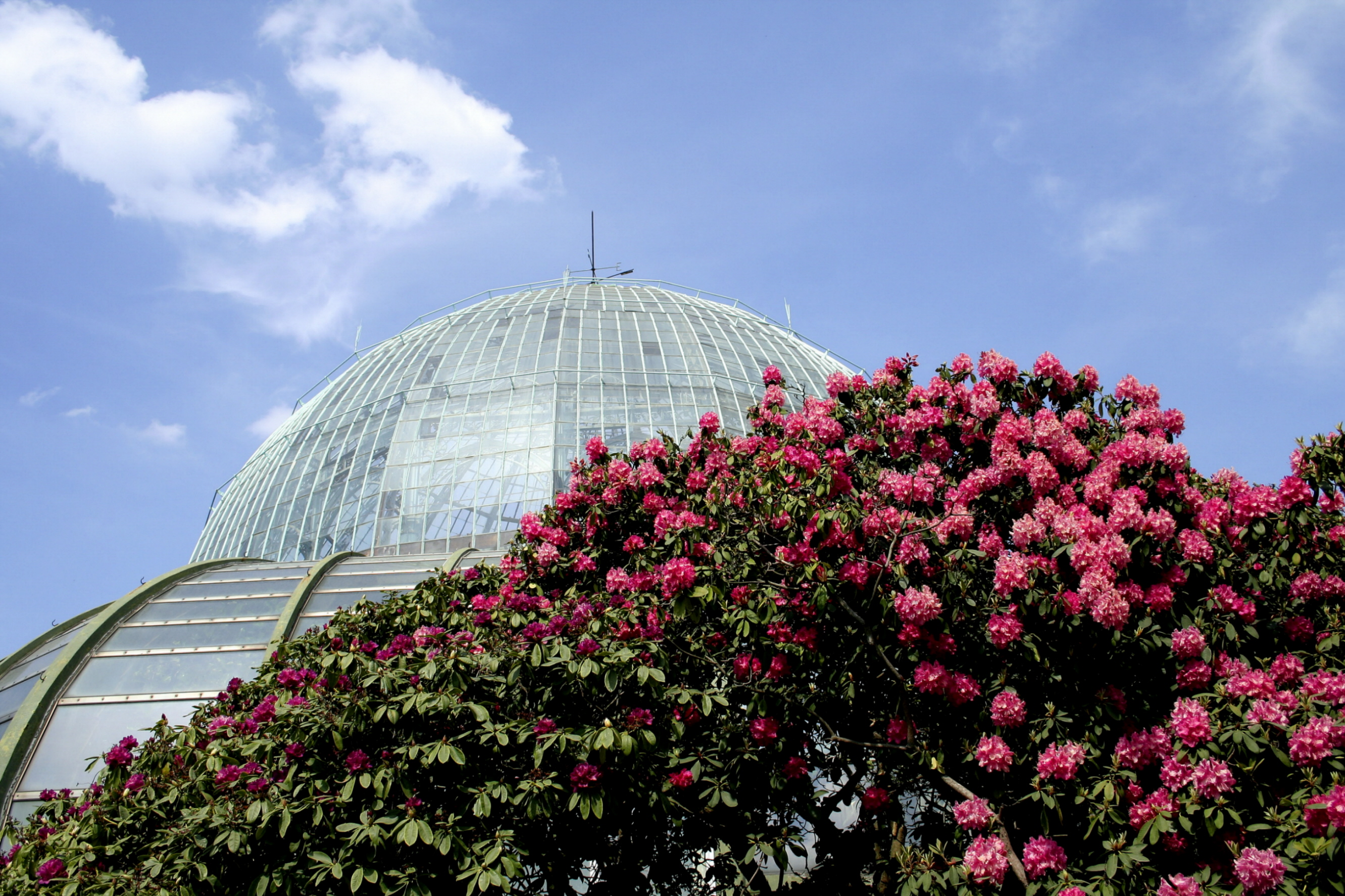